# 駐泰國台北經濟文化辦事處
駐泰國台北經濟文化辦事處是中華民國（臺灣）在泰國的代表處，領事轄區除泰國外尚包含孟加拉（後者與駐印度台北經濟文化中心共轄）。

## 歷史
自第二次國共內戰後遷至台灣的中華民國曾於曼谷設有中華民國駐泰國大使館。但由於泰國轉為承認中國大陸的中華人民共和國，而使該使館在1975年關閉。該年9月以後，台灣僅以中華航空公司駐泰辦公室做為暫時性的代表處。
1980年，該代表處易名為「遠東貿易辦事處」。1991年，辦事處升格並改名為「台北經濟貿易中心」。1992年，再次更名為「台北經濟貿易辦事處」。1999年則正式採用現名。

### 新館舍
2019年7月24日，駐泰國台北經濟文化辦事處正式遷入曼谷市北方、鄰近泰國政府聯合辦公區的新館舍，且該館舍是東南亞地區第1個以台北經濟文化辦事處名義購置、整建的館舍。

## 外部連結
- 駐泰國台北經濟文化辦事處 （页面存档备份，存于）